# Золотарёв, Евгений Михайлович
Евгений Михайлович Золотарёв (14 февраля 1936, п. имени Халтурина, Карловский район, Полтавская область, Украинская ССР, СССР — 30 июня 2015, Полтава, Полтавская область, Украина) — советский партийный и государственный деятель, первый секретарь Актюбинского обкома Компартии Казахстана (1989—1991). Герой Социалистического Труда (1972).

## Образование
В 1959 окончил Полтавский сельскохозяйственный институт по специальности учёный-зоотехник.
В 1968 окончил Высшую партийную школу при ЦК КПСС.

## Трудовая деятельность
- 1959—1961 гг. — старший, главный зоотехник совхоза «Новосанжарский», Полтавская область,
- 1961—1970 гг. — главный зоотехник совхоза «Подлесный» Акмолинской области, директор совхоза «Андреевский» Шортандинского района Целиноградской области, начальник Целиноградского РСХУ, председатель Целиноградского райисполкома (1968—1970),
- 1970—1985 гг. — первый секретарь Целиноградского районного комитета КПСС,
- 1985—1987 гг. — второй секретарь Кзыл-Ординского обкома партии,
- 1987—1989 гг. — председатель Кзыл-Ординского облисполкома,
- 1989—1991 гг. — первый секретарь Актюбинского обкома Компартии Казахстана,
- 1991—1993 гг. — председатель Актюбинского областного совета народных депутатов,
- 1993—1996 гг. — заместитель генерального директора ассоциации «„Полтава-Сахар“»,
- 1996—1998 гг. — руководитель торгово-экономической миссии при Посольстве Украины в Казахстане,

С 1998 г. — заместитель, генеральный директор ассоциации «Полтава-Сахар».

#### В руководящих органах КПСС
В 1990—1991 гг. — член Центральной ревизионной комиссии КПСС.
Избирался депутатом Верховного Совета Казахстана 11-го и 12-го созывов.

## Награды и звания
- Герой Социалистического Труда (1972) — «за большие успехи, достигнутые в увеличении производства и продажи государству зерна, сахарной свеклы, хлопка, других продуктов земледелия, и проявленную трудовую доблесть на уборке урожая»[2].
- орден Ленина
- орден Октябрьской Революции
- орден Дружбы народов
- 3 ордена Трудового Красного Знамени
- 5 медалей
- 3 Почетные грамоты Верховного Совета Казахской ССР
- Почетная грамота и медаль Полтавского облсовета (2001 г.)

## Труды
- Книга «Минувшего неугасимый свет» (2009)[3]